# Kaya Buyuk
Kaya Buyuk (1 februari 1988) is een Belgische voetballer spelend bij Tempo Overijse als verdediger. Hij is opgeleid bij OHL.

## Loopbaan
| Seizoen | Club           | Competitie    | Wedstrijden | Doelpunten |
| ------- | -------------- | ------------- | ----------- | ---------- |
| 2006/07 | OHL            | Tweede Klasse | 11          | 0          |
| 2007/08 | Diegem Sport   | Derde Klasse  | ?           | ?          |
| 2008/09 | Tempo Overijse | 1rst Prov.    | ?           | ?          |
| 2009/10 | Tempo Overijse | Vierde Klasse | ?           | ?          |